# NEWTRAL
《NEWTRAL》是日本樂隊生物股長的第5張原創專輯，於2012年2月29日由Epic Records Japan發行。

## 概要
本作距離上一張專輯《生物百科圖鑑～團員精選～》（精選輯）相隔1年4個月發售，距離上一張原創專輯《啟程之歌》則有相隔2年2個月。在《啟程之歌》和《NEWTRAL》兩張專輯之間，生物股長發行了6張單曲。其中《鄉愁》、《感謝》和《因為有你》因為早已收錄在《生物百科圖鑑～團員精選～》內，並沒有收錄在《NEWTRAL》。這張專輯收錄了接着的3張單曲（《開心大笑/NEW WORLD MUSIC》、《向前走》和《總有一天》）內的4首A面曲，再加上另外8首原創歌曲，合共12首歌。
專輯分為兩種形式發售，其中「初回生産限定盤」以三面封口的紙盒和三面Digipak包裝，附送「『美術館？』由日本10組設計師及插畫師一同打造為生物股長量身設計明信片12張一組」、「生物卡片028」和「巡迴現場表演2012門票特別抽籤先行指南」，以及收錄了多場演唱會現場音源的CD「聲物百科寶鑑～團員自選現場演唱極精選～」。另外，通常盤於初回期間都會附送「生物卡片028」和「指南」。
專輯名稱「NEWTRAL」是將「NEUTRAL」（中立）的「U」換作「W」而成的詞語，取其「創新、前往新的地方」與「維持中立、做回平時的自己」兩立的意思。據水野良樹所講，雖然組合有很多訊息正面的歌曲，但想名稱時希望不要強制訊息要正面，於是想到了這個詞語。
專輯的發行日期2012年2月29日是吉岡聖惠的生日，當日在六本木新城露天廣場的發行紀念活動中舉行了吉岡的生日派對。這個派對的過程由「Niconico生放送」現場直播，為生物股長首次於「Niconico生放送」登場。活動現場有約3,000人，觀看直播的觀眾數目超過30,000人，評論數目約為60,000。另外，這是組合首次有作品於成員的生日發行（包括獨立製作時期）。

## 歌曲
以下為未曾收錄在單曲內的8首歌曲：
- KISS KISS BANG BANG：這張專輯的主打曲，跟《JOYFUL》一樣是一首快歌；也是朝日飲料「十六茶」的廣告歌曲。水野良樹說這首歌是根據新垣結衣在該廣告中跟小孩子跳舞的印象而寫的。[9]音樂影片（PV）由大根仁執導，內容為吉岡聖惠於架空時裝展上穿上6套不同的服裝，在伸展台步行的畫面。PV中完全沒有成員演奏歌曲的畫面。[12]生物股長於多個音樂節目宣傳專輯時多會演唱這首歌，例如《MUSIC STATION》[13]、《MUSIC JAPAN》[14]、《Coming Soon!!》[15]等等。

- 去見你（会いにいくよ）：這首歌跟上一首不同，是一首敘事曲。小野說他在歌詞寫進了他希望這張專輯，甚至是生物股長本身應該存在的方式。歌詞是小野在節目中得以認真思考關於唱歌和製作歌曲的事情，之後完成錄影後寫的。[9]生物股長也有在《MUSIC STATION》表演這首歌[16]，為組合在該節目表演過的歌曲中唯一沒有作商業搭配的歌曲。

- 地球：這是山下穗尊在他16歲時，交往的女孩到海外留學時寫的歌曲。[10]原本收錄在組合獨立製作時期的第1張專輯，重新編曲後收錄在這張專輯中。歌名的讀法是「（Hoshi）」，而不是「（Chikyū）」。生物股長曾於2011年夏天的橫濱體育館演唱會上表演過這首歌。[17]另外這是這張專輯中唯一使用了口琴的歌曲。

- 多愁善感的男朋友（センチメンタル・ボーイフレンド）：吉岡曾經煩惱「27歲（錄音時）唱這首歌沒問題嗎」，並為此跟監製商量過。[18]

- 白色日記簿（白いダイアリー）：由《My song Your song》起，每張專輯必定會收錄一首由主唱吉岡作曲及填詞的歌曲。旋律早在2011年已經寫好，但決定發行專輯時才開始寫歌詞。由於這次歌詞寫得相當吃力，其他成員少有地給了吉岡一些建議。[19]

- 戀詩：組合獨立時期的歌曲，出道後未曾表演過。[20]這首歌其中一部份的音域十分低。[21]

- 愛的話語（愛言葉）：組合至今公開過的歌曲中時間最長的一首（6分35秒）。這跟山下曾於演唱會上表演過的獨唱歌曲是不同的歌曲。（歌名音義都相同，只是寫法不同）

- 晚安：由於上一首歌《愛的話語》的訊息十分強烈，所以特意將這首歌放到後面，像演唱會的安可般起淨化的作用。[10]此外，因為寫完歌曲立即錄起的樣本歌曲的氣氛很好，於是直接將編曲加上去就收錄到專輯內，而不重新錄音。[19]

## 反應
專輯以首周銷量約19.3萬張，於Oricon公信榜3月12日的周榜上初登場就取得首位，令生物股長成功連續4張專輯都取得周榜首位。在男女混合組合中，上一次達成此紀錄已是約6年5個月前的南方之星。其後專輯再以銷量約8.3萬張，於3月19日的周榜得首位，令生物股長成功連續4張專輯都連續兩周取得周榜首位。此外，專輯僅以首周銷量約19.3萬張就取得了2月份月榜第2位，之後3月份以約17.2萬張的銷量再次在月榜上取得第2位。

## 收錄歌曲
| DISC 01《NEWTRAL》 | DISC 01《NEWTRAL》  | DISC 01《NEWTRAL》 | DISC 01《NEWTRAL》                       | DISC 01《NEWTRAL》 |
| 曲序               | 曲目                | 词曲               | 编曲                                     | 时长               |
| ------------------ | ------------------- | ------------------ | ---------------------------------------- | ------------------ |
| 1.                 | 向前走              | 水野良樹           | 本間昭光                                 | 6:05               |
| 2.                 | 開心大笑            | 水野良樹           | 龜田誠治                                 | 6:10               |
| 3.                 | 總有一天            | 山下穗尊           | 田中ユウスケ、近藤隆史、弦編曲：岡村美央 | 4:24               |
| 4.                 | KISS KISS BANG BANG | 水野良樹           | 鈴木Daichi秀行                           | 4:36               |
| 5.                 | 去見你              | 水野良樹           | 龜田誠治                                 | 5:48               |
| 6.                 | 地球                | 山下穗尊           | 本間昭光                                 | 5:53               |
| 7.                 | 多愁善感的男朋友    | 水野良樹           | 本間昭光                                 | 5:52               |
| 8.                 | 白色日記簿          | 吉岡聖惠           | 西川進、弦編曲：eji                      | 5:06               |
| 9.                 | 戀詩                | 山下穗尊           | 蔦谷好位置                               | 4:42               |
| 10.                | NEW WORLD MUSIC     | 水野良樹           | 蔦谷好位置                               | 4:32               |
| 11.                | 愛的話語            | 山下穗尊           | 島田昌典                                 | 6:35               |
| 12.                | 晚安                | 水野良樹           | 島田昌典                                 | 4:23               |

| DISC 02「聲物百科寶鑑～團員自選現場演唱極精選～」 | DISC 02「聲物百科寶鑑～團員自選現場演唱極精選～」        | DISC 02「聲物百科寶鑑～團員自選現場演唱極精選～」 |
| 曲序                                              | 曲目                                                     | 时长                                              |
| ------------------------------------------------- | -------------------------------------------------------- | ------------------------------------------------- |
| 1.                                                | SAKURA -2010 LIVE at 日本武道館 ver.-                    | 6:49                                              |
| 2.                                                | 感謝 -2010 LIVE at 橫濱體育館 ver.-                      | 6:23                                              |
| 3.                                                | 搖擺不定的羅曼蒂克 -2009 LIVE at 澀谷C.C Lemon Hall ver- | 4:43                                              |
| 4.                                                | 向前走 -2011 LIVE at 國立代代木競技場第一體育館 ver-     | 6:36                                              |
| 5.                                                | 因為有你 -2010 LIVE at 日本武道館 ver.-                  | 6:02                                              |
| 6.                                                | JOYFUL -2010 LIVE at 日本武道館 ver.-                    | 6:00                                              |
| 7.                                                | YELL -2010 LIVE at 日本武道館 ver.-                      | 6:01                                              |
| 8.                                                | 青鳥 -2010 LIVE at 橫濱體育館 ver.-                      | 5:56                                              |
| 9.                                                | 少女的純情戀曲 -2010 LIVE at 橫濱體育館 ver.-            | 7:07                                              |
| 10.                                               | 心花盛開 -2011 LIVE at 橫濱體育館 ver.-                  | 5:52                                              |

## 註腳
1. 1 2  這是台灣索尼音樂網站上的譯名。CD名稱原文為，意思不同，但是也有諧音。
2. ↑  澀谷公會堂在2006年將命名權賣給三得利，因此曾於2006年10月至2011年9月的5年間改名為「澀谷C.C Lemon Hall」。2011年10月1日命名權結束，澀谷公會堂隨之改回原名。（日語）. J-CAST. 2011-09-02  [2012-05-27]. （原始内容存档于2012-08-04）.

## 外部連結
- 生物股長官方網站（日語）
- Sony Music（日語）
- 台灣索尼音樂